# Kronisk sygdom
En kronisk sygdom (fra græsk khronikós, langvarig, af khronos, tid) er en langvarig sygdom eller en sygdomsforløb som udvikler sig langsomt. Ordet er ikke ensbetydende med uhelbredelig eller livslang.
I medicinske diagnosekriterier kræves der typisk en varighed på mere end 1-6 måneder, for at en sygdom kan kaldes kronisk, men definitionerne varierer fra den ene sygdom til den anden.
Begrebet står i modsætning til akut, som betegner en tidlig eller hurtigt fremskridende sygdom.